# Sant'Angelo dei Lombardi
Sant'Angelo dei Lombardi är en kommun i provinsen Avellino, i regionen Kampanien. Kommunen hade 4 207 invånare (2017) och gränsar till kommunerna Guardia Lombardi, Lioni, Morra De Sanctis, Nusco, Rocca San Felice, Torella dei Lombardi samt Villamaina.